# Xylosma orbiculata
Xylosma orbiculata is een plantensoort uit de wilgenfamilie (Salicaceae). Het is een struik van 30 tot 100 centimeter hoog. De plant neemt gewoonlijk een kruipende groeiwijze aan.
De soort komt voor in het zuidwesten van het Pacifisch gebied. Hij groeit daar op rotsachtige eilandjes en kliffen aan zee, van zeeniveau tot ongeveer 20 meter hoogte. Het hout  wordt soms in het wild verzameld en lokaal gebruikt om kokosolie te parfumeren.